# Rudolf Niemira
Rudolf Niemira (ur. 1 maja 1886 w Święcianach, zm. 6 sierpnia 1952 w Balochmyle, w Szkocji) – pułkownik artylerii Wojska Polskiego i generał brygady Polskich Sił Zbrojnych, kawaler Orderu Virtuti Militari.

## Życiorys
Urodził się 1 maja 1886 w Święcanach na Wileńszczyźnie w rodzinie Rudolfa i Heleny z Hryniewiczów. Ukończył w Wilnie szkołę wojskową, studiował też ekonomię w Kijowie. Od 1911 żołnierz w Armii rosyjskiej. Od listopada 1917 w stopniu kapitana służył w I Korpusie Polskim, gdzie został wyznaczony na stanowisko dowódcy baterii. W marcu 1919 objął dowództwo I dywizjonu 1 pułku artylerii lekkiej Wielkopolskiej, który 21 września 1919 przemianowano na 1 pułk artylerii polowej Wielkopolskiej. Od marca do września 1919 dowodził dywizjonem w walkach z Ukraińcami. Dowodzony przez niego pododdział stanowił artylerię Grupy Wielkopolskiej generała Daniela Konarzewskiego. Za wyjątkową odwagę w walkach pod Barem i Husiatyniem odznaczony Orderem Virtuti Militari. 23 maja 1919 na wniosek głównodowodzącego Sił Zbrojnych Polskich w byłym zaborze pruskim Komisariat Naczelnej Rady Ludowej mianował go majorem w artylerii ze starszeństwem z 1 października 1917. 6 czerwca 1919 na wniosek głównodowodzącego Sił Zbrojnych Polskich w byłym zaborze pruskim generała piechoty Józefa Dowbor-Muśnickiego Komisariat NRL „nadał mu starszeństwo w posiadanej szarży” majora z dniem 1 października 1916 oraz mianował podpułkownikiem ze starszeństwem z dniem 1 października 1918.
8 października 1919 został wyznaczony na stanowisko dowódcy macierzystego oddziału, który w 1920 przemianowany został na 15 pułk artylerii polowej. Na czele pułku uczestniczył w obejmowaniu Pomorza, a od marca 1920 w walkach z bolszewikami. 15 lipca 1920 został zatwierdzony z dniem 1 kwietnia 1920 w stopniu majora, w artylerii, w grupie oficerów byłych Korpusów Wschodnich i byłej armii rosyjskiej. Równocześnie od 15 lipca 1920 mógł „korzystać tytularnie ze stopnia podpułkownika”.
3 maja 1922 został zweryfikowany w stopniu podpułkownika ze starszeństwem z dniem 1 czerwca 1919 i 28. lokatą w korpusie oficerów artylerii. 31 marca 1924 został awansowany na pułkownika ze starszeństwem z dniem 1 lipca 1923 i 9. lokatą w korpusie oficerów artylerii. Dowództwo pułku sprawował do kwietnia 1927, kiedy to objął stanowisko dowódcy artylerii konnej 1 Dywizji Kawalerii w Białymstoku. W marcu 1929 mianowany dowódcą 10 Grupy Artylerii w Przemyślu. W listopadzie 1935 przeniesiony został do garnizonu Grodno na równorzędne stanowisko dowódcy 3 Grupy Artylerii. 1 września 1938 przeniesiony w stan spoczynku.
Został osadnikiem wojskowym w osadzie Minczuki (gmina Hołynka). Był członkiem oddziału Polskiego Białego Krzyża w Przemyślu.
We wrześniu 1939 został zmobilizowany i przydzielony do Ośrodka Zapasowego Artylerii Konnej na stanowisko komendanta. Po kampanii wrześniowej, przez Węgry, przedostał się do Francji. W grudniu 1939 wyznaczony na stanowisko dowódcy artylerii dywizyjnej 1 Dywizji Piechoty, która 3 maja 1940 roku została przemianowana na 1 Dywizję Grenadierów. Tego samego dnia został awansowany na generała brygady. Na stanowisku dowódcy artylerii dywizyjnej walczył w kampanii francuskiej. W lipcu 1940 zastąpił gen. bryg. Ottona Krzischa na stanowisku dowódcy artylerii w Dowództwie Obozów i Oddziałów Wojska Polskiego w Szkocji. W październiku 1940, po zorganizowaniu dowództwa I Korpusu objął w nim stanowisko dowódcy artylerii. W październiku 1945 przeniesiony został do rezerwy personalnej Naczelnego Wodza i pozostawał w niej do następnego roku.
Po demobilizacji pozostał w Szkocji. Wykorzystując własne oszczędności kupił dom na wynajem, pełniąc w nim rolę administratora i stróża, co pozwalało mu na uzyskanie środków utrzymania).
Zmarł 6 sierpnia 1952 w Balochmyle. 9 sierpnia 1952 został pochowany na cmentarzu St. Peters w Glasgow.

## Ordery i odznaczenia
- Krzyż Srebrny Orderu Wojskowego Virtuti Militari nr 728[2][1] – 13 maja 1921[17]
- Krzyż Oficerski Orderu Odrodzenia Polski – 9 listopada 1931[18][19]
- Krzyż Walecznych[19] trzykrotnie
- Złoty Krzyż Zasługi – 2 sierpnia 1928[20][19]
- Medal Pamiątkowy za Wojnę 1918–1921[19]
- Medal Dziesięciolecia Odzyskanej Niepodległości[19]
- Medal Zwycięstwa („Médaille Interalliée”) – 1925[21][19]